# Order Królowej Tamary (1918)
Order Królowej Tamary (gruz. თამარ მეფის ორდენი) – gruzińskie odznaczenie wojskowe ustanowione Dekretem nr 5352 z dnia 13 grudnia 1918 roku, przyznawane członkom Legionu Gruzińskiego i Niemieckiej Ekspedycji Kaukaskiej, którzy walczyli o niepodległość Gruzji po 4 listopada 1918 roku.
Oficjalne kryterium, ogłoszone przez generała Zachariego Mdiwaniego, gruzińskiego ministra wojny, brzmiało: „Za zasługi dla Gruzji niniejszym wszyscy oficerowie i szeregowcy niemieckich wojsk na Kaukazie, którzy pozostali w Gruzji po 4 listopada 1918 roku, mają prawo nosić Order Świętej Tamary”.
Przyznano mniej niż 5000 orderów (według niektórych źródeł ok. 1400), większość z nich została wyprodukowana w prywatnych zakładach w Niemczech po I wojnie światowej dla weteranów kampanii gruzińskiej.